# 桥西历史文化街区
桥西历史文化街区，又称大运河历史文化街区，是浙江省杭州市的一处世界文化遗产点以及旅游休闲街区。街区位于拱宸桥西，东沿京杭运河、金华路，西靠吉祥寺路，北到湖州街，南至登云路，中间有小河路穿过，总用地面积约51万平方米。其中有通益公纱厂旧址、中国刀剪博物馆、中国伞博物馆、拱宸桥、桑庐、高家花园和长征化工厂建筑群等历史建筑。

## 历史沿革
清同治年间，桥西便是拱宸桥地区繁盛的水陆码头。1889年，庞元济与丁丙合资开办杭州第一家机械缫丝厂——世经缫丝厂，也是当时最大的国人自办缫丝厂。当时缫丝厂自备发电机照明，是浙江最早使用电力者。1891年，高风德入伙，三人在桥西创办通益公纱厂，招募大量拱宸桥一带居民成为工人。
1895年甲午战争后，中日签署《马关条约》，开辟杭州为租界口岸，拱宸桥一带成为日本租界。1896年，设立杭州海关，因多由外国人掌控，俗称“洋关”。随着租界的开辟，拱宸桥一带日益繁荣。日本人在租界内广开烟管、酒馆、茶馆、戏馆、赌馆以及报馆，桥西成为妓院集中地之一。1908年，拱宸桥边的阳春茶园成为杭州最早的电影放映地。到1930年代，日、英、法等各国人士聚集在拱宸桥一带，拱宸桥一带也进入繁盛期。
抗日战争胜利后，中国政府收回拱宸桥日租界。中华人民共和国成立后，拱宸桥一带创立了“四大工厂”，即浙江麻纺织厂、杭州丝绸联合印染厂、杭州第一棉纺织厂、华丰造纸厂。大批工厂与配套相继落户拱宸桥地区。
1990年代后，随着杭州工业外移，拱宸桥一带开始没落。2006年，杭州市政府启动桥西历史文化街区综合保护工程，保护桥西直街、桥弄街等传统街巷，修复张大仙庙、财神庙等建筑。2010年9月，桥西历史保护街区开始对外开放。2014年，桥西历史文化街区作为中国大运河杭州段的一部分，被纳入世界文化遗产。

## 保护建筑
| 建筑名称             | 年代                 | 地址                                          | 图片                 |
| 全国重点文物保护单位 | 全国重点文物保护单位 | 全国重点文物保护单位                          | 全国重点文物保护单位 |
| -------------------- | -------------------- | --------------------------------------------- | -------------------- |
| 江南运河嘉兴－杭州段 | 春秋至中华人民共和国 | 杭州塘南段、上塘河                            |                      |
| 拱宸桥               | 明清                 | 拱宸桥街道丽水路与小河路之间的杭州塘上        |                      |
| 通益公纱厂旧址       | 清至民国             | 拱宸桥街道拱宸桥西堍、中国扇博物馆内          |                      |
| 高家花园             | 民国                 | 拱宸桥街道拱宸桥西北、拱宸桥弄街41号          |                      |
| 洋关旧址             | 清至民国             | 拱宸桥街道温州路126号、杭州市第二人民医院院内 |                      |
| 杭州市文物保护单位   |                      |                                               |                      |
| 桑庐                 | 民国                 | 小河路                                        |                      |

## 博物馆群
| 建筑名称           | 开辟时间 | 地址        | 备注                     | 图片 |
| ------------------ | -------- | ----------- | ------------------------ | ---- |
| 杭州工艺美术博物馆 |          | 小河路334号 | 红雷丝织厂厂房改建而来   |      |
| 中国扇博物馆       | 2009年   | 小河路450号 | 原通益公纱厂厂房改建而来 |      |
| 手工艺活态展示馆   | 2011年   | 小河路450号 | 原通益公纱厂厂房改建而来 |      |
| 中国伞博物馆       | 2009年   | 小河路336号 | 桥西土特产仓库改建而来   |      |
| 中国刀剪剑博物馆   | 2009年   | 小河路336号 | 桥西土特产仓库改建而来   |      |
| 大运河紫檀博物馆   | 2022年   | 登云路111号 | 登云桥下空间改造而来     |      |